# The Adventures of Rocky and Bullwinkle and Friends
The Adventures of Rocky and Bullwinkle and Friends är ett datorspel utgivet av THQ baserat på TV-serien med samma namn.